# Valódi kolibriformák

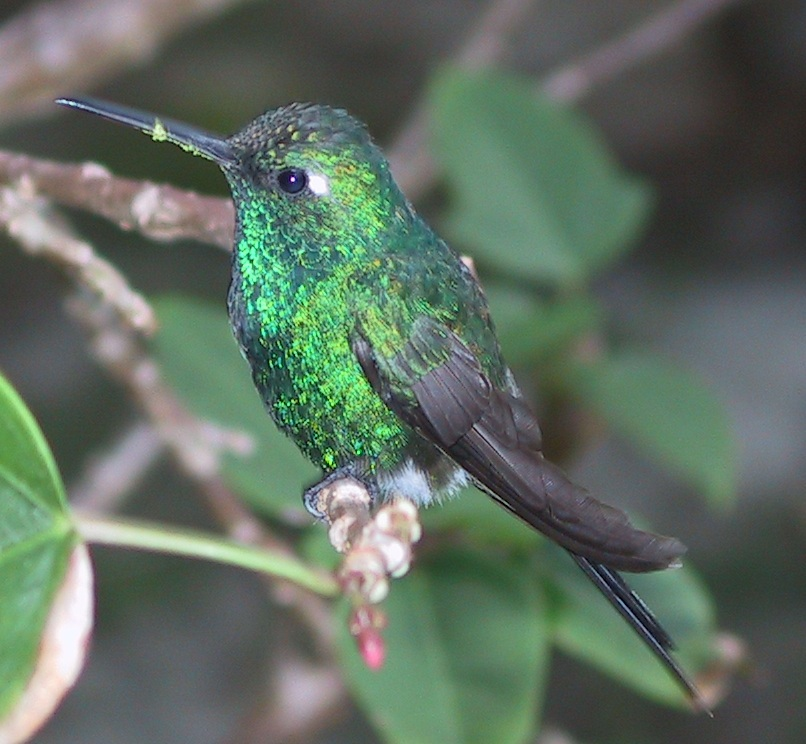
Zöld smaragdkolibri (Chlorostilbon ricordii)

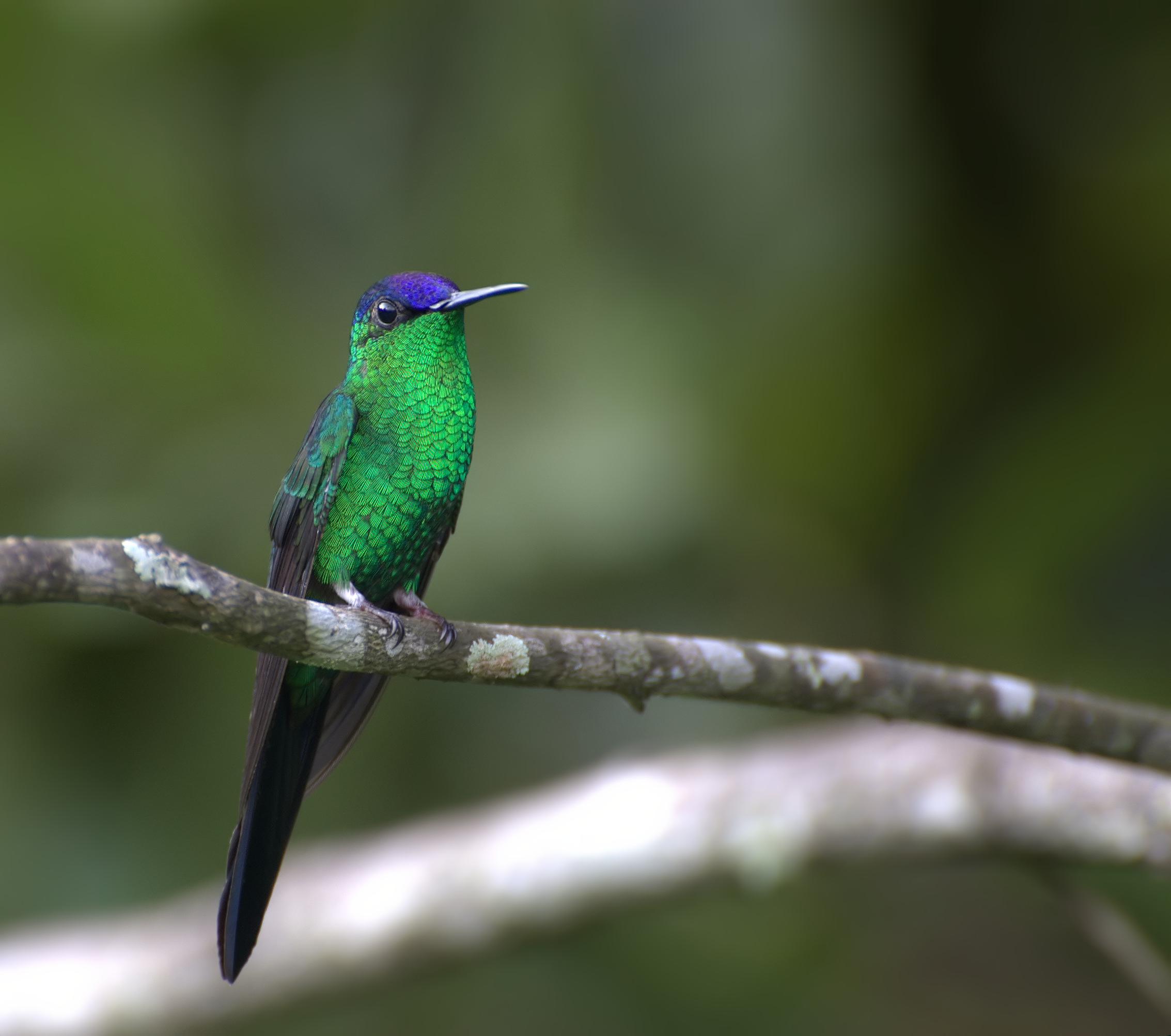
Ibolyásfejű erdeinimfa (Thalurania glaucopis)

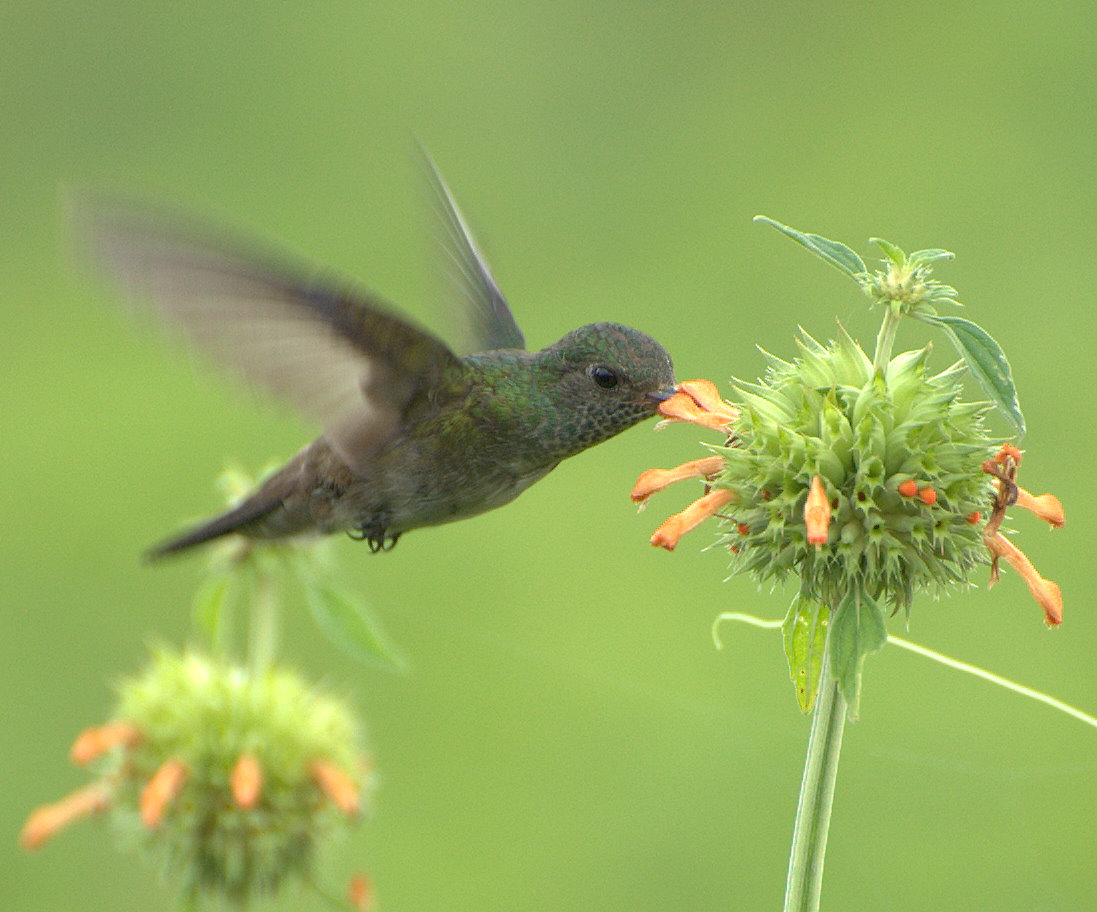
Aphantochroa cirrochloris

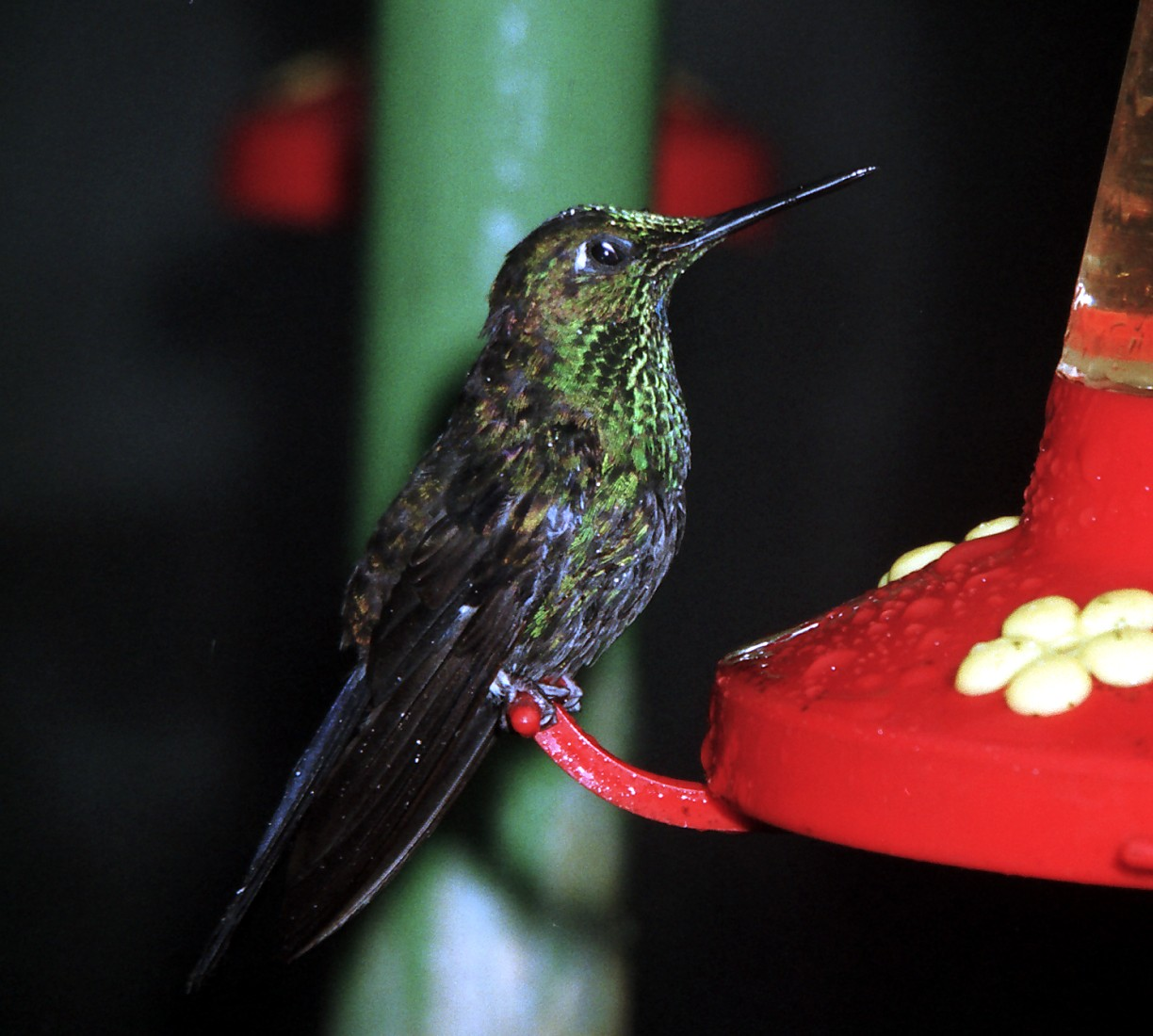
Zöldkoronás briliánskolibri (Heliodoxa jacula)

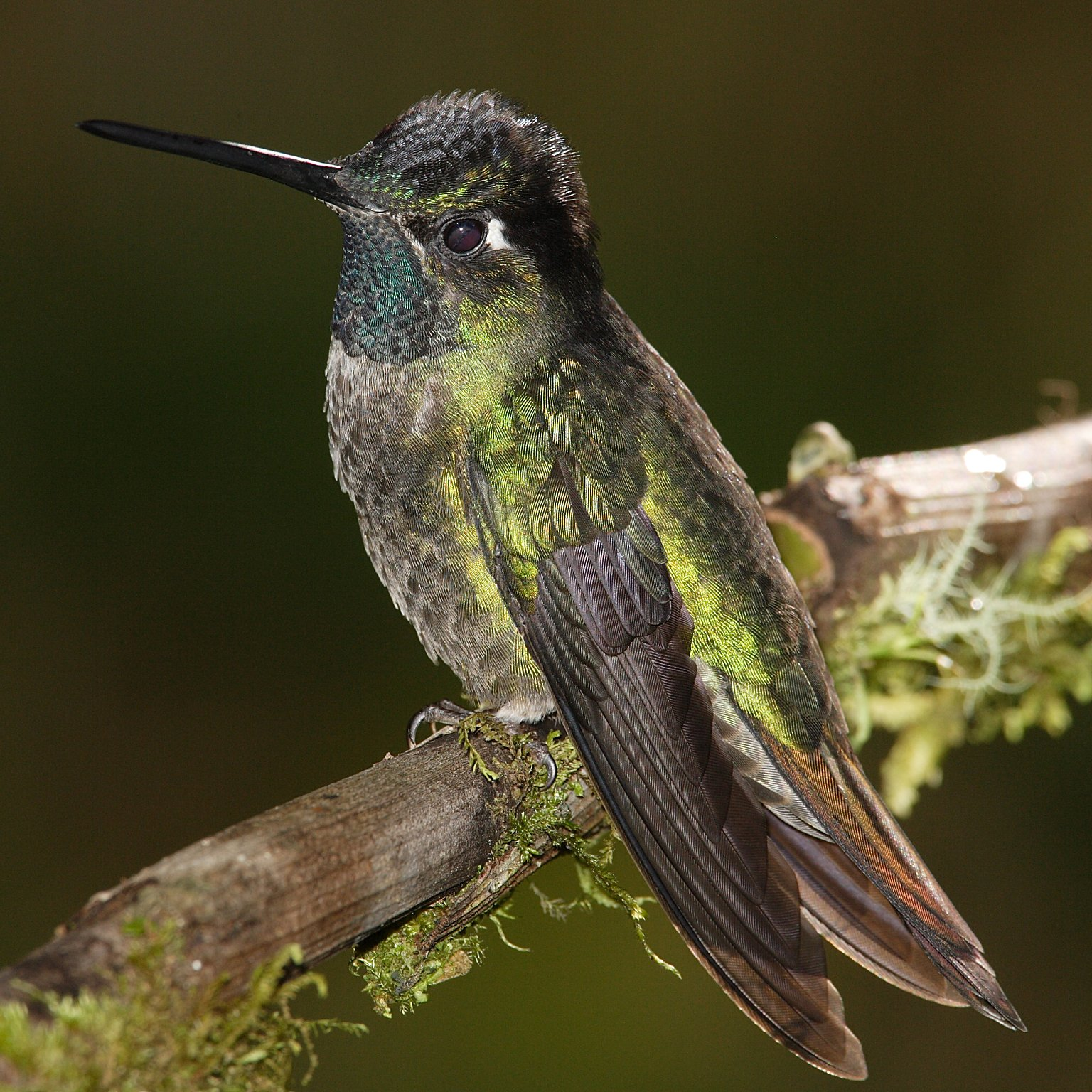
Tündöklő kolibri (Eugenes fulgens)

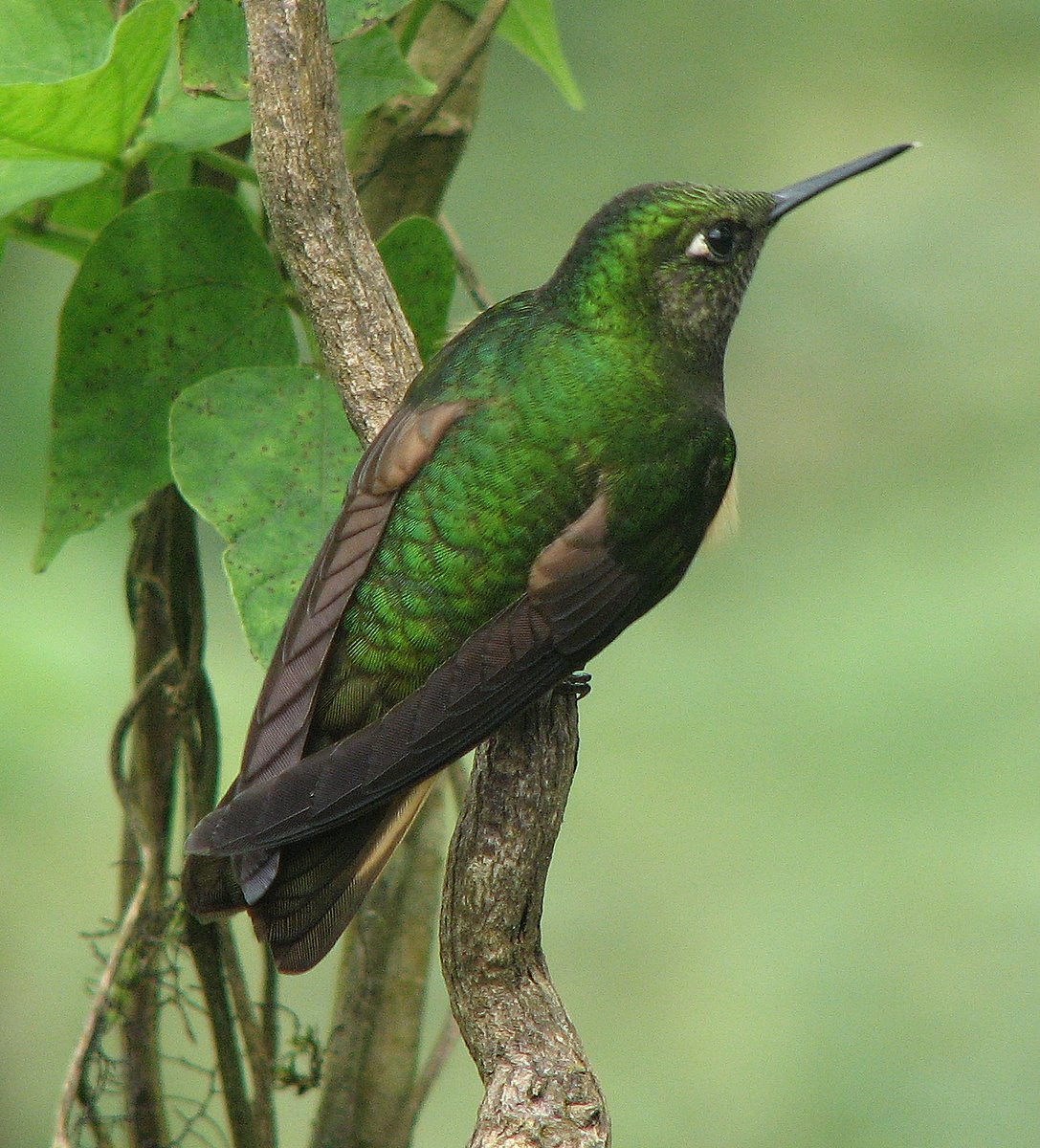
Boissonneaua flavescens

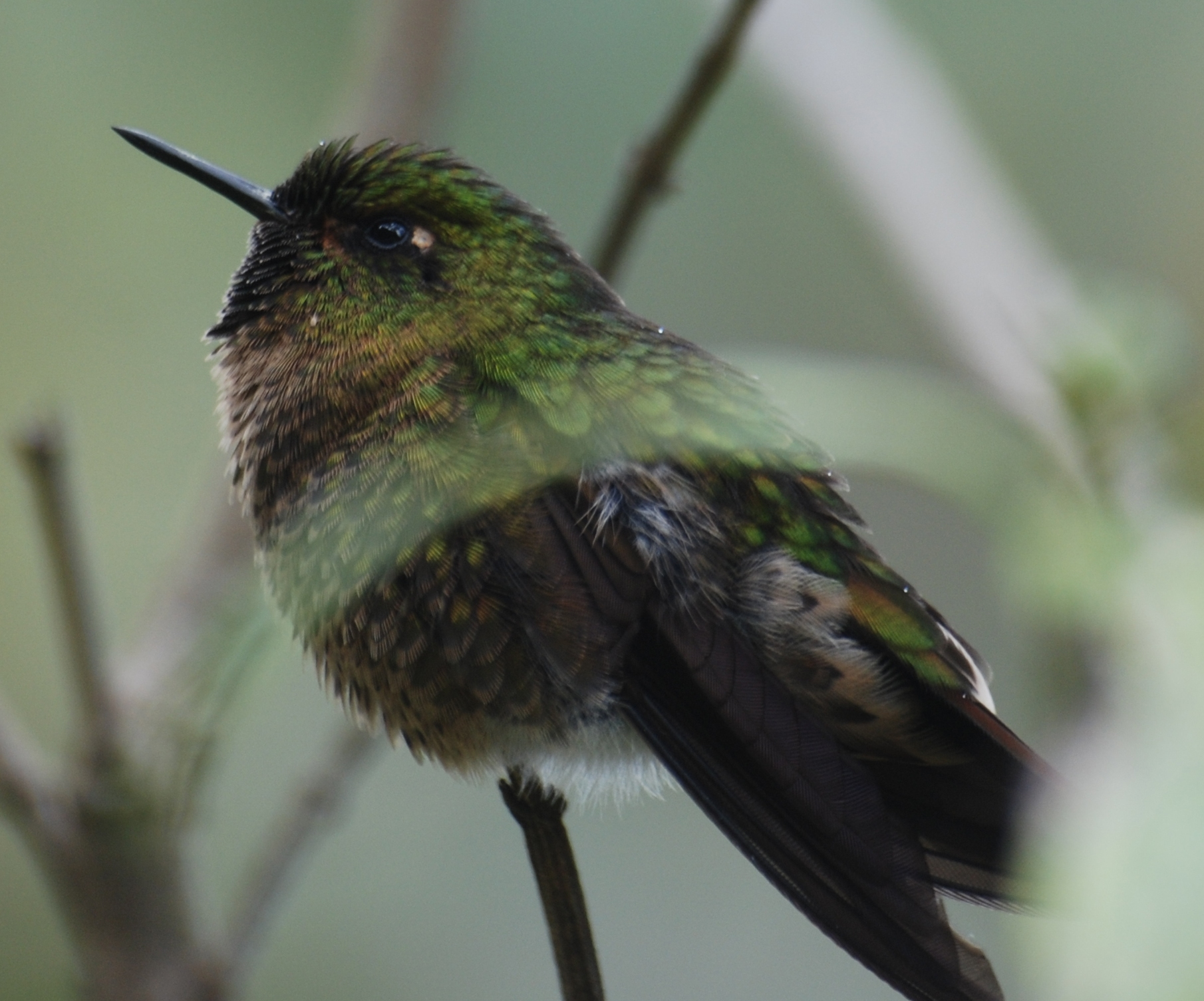
Metallura tyrianthina

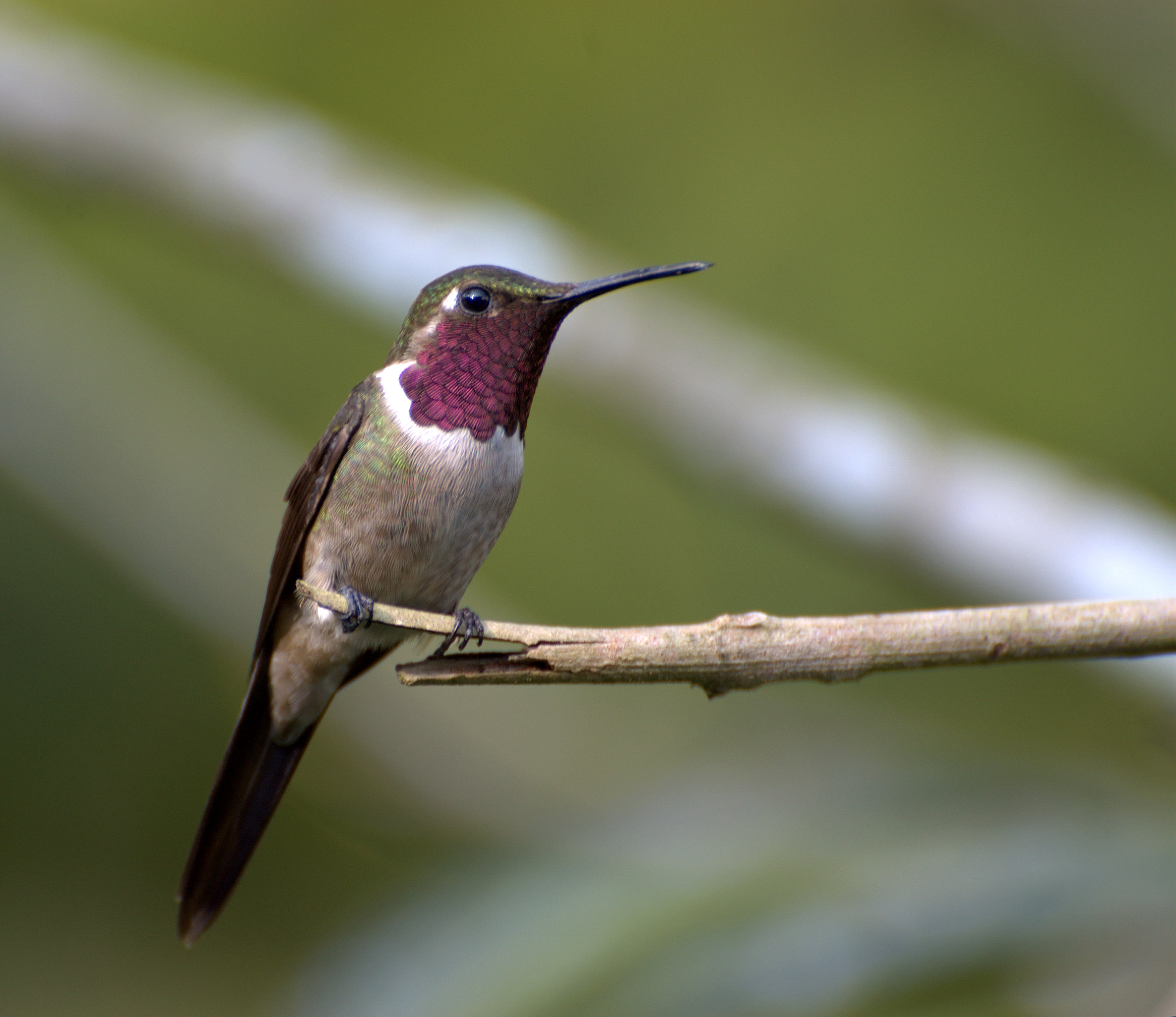
Ametiszt erdőcsillag (Calliphlox amethystina)

A valódi kolibriformák (Trochilinae) a madarak osztályának sarlósfecske-alakúak (Apodiformes) rendjébe, ezen belül a kolibrifélék (Trochilidae) családjába tartozó alcsalád.

## Rendszerezés
A alcsaládba az alábbi nemek és fajok tartoznak:

### Polytmini
A Polytmini nemzetségbe az alábbi nemek tartoznak:
- Doryfera – 2 faj
- Schistes – 2 faj
- Augastes – 2 faj
- Colibri – 5 faj
- Androdon – 1 faj
- Heliactin – 1 faj
- Heliothryx – 2 faj
- Polytmus – 3 faj
- Chrysolampis – 1 faj
- Avocettula – 1 faj
- Eulampis – 2 faj
- Anthracothorax – 7 faj

### Lesbiini
A Lesbiini nemzetségbe az alábbi nemeket sorolják:
- Heliangelus – 8 faj
- Sephanoides – 2 faj
- Discosura – 5 faj
- Lophornis – 10 faj
- Phlogophilus – 2 faj
- Adelomyia – 1 faj
- Anthocephala – 1 faj
- Taphrolesbia – 1 faj
- Aglaiocercus – 3 faj
- Sappho – 1 faj
- Lesbia – 2 faj
- Ramphomicron – 2 faj
- Polyonymus – 1 faj
- Oreotrochilus – 5 faj
- Opisthoprora – 1 faj
- Oxypogon – 7 faj
- Metallura – 9 faj

### Coeligenini
A Coeligenini nemzetségbe az alábbi nemeket sorolják:
- Loddigesia – 1 faj
- Haplophaedia – 3 faj
- Eriocnemis – 11 faj
- Aglaeactis – 4 faj
- Coeligena – 11 faj
- Lafresnaya – 1 faj
- Ensifera – 1 faj
- Pterophanes – 1 faj
- Boissonneaua – 3 faj
- Ocreatus – 1 faj
- Urosticte – 2 faj
- Urochroa – 1 faj
- Clytolaema – 1 faj
- Heliodoxa – 9 faj

### Patagonini
A Patagonini nemzetségbe az alábbi nemet sorolják:
- Patagona – 1 faj

### Lampornini
A Lampornini nemzetségbe az alábbi 7 nemet sorolják:
- Sternoclyta – 1 faj
- Hylonympha – 1 faj
- Lamprolaima – 1 faj
- Eugenes – 1 faj
- Panterpe – 1 faj
- Heliomaster – 4 faj
- Lampornis – 8 faj

### Mellisugini
A Mellisugini nemzetségbe az alábbi nemeket sorolják:
- Rhodopis – 1 faj
- Myrtis – 1 faj
- Eulidia – 1 faj
- Thaumastura – 1 faj
- Myrmia – 1 faj
- Microstilbon – 1 faj
- Chaetocercus – 6 faj
- Tilmatura – 1 faj
- Calliphlox – 4 faj
- Doricha – 2 faj
- Calothorax – 2 faj
- Archilochus – 2 faj
- Mellisuga – 2 faj
- Calypte – 2 faj
- Atthis – 2 faj
- Stellula - 1 faj
- Selasphorus – 6 faj

### Trochilini
A Trochilini nemzetségbe az alábbi nemeket sorolják:
- Basilinna – 2 faj
- Cyanophaia – 1 faj
- Cynanthus – 3 faj
- Phaeoptila – 1 faj
- Chlorestes – 1 faj
- Chlorostilbon – 18 faj
- Orthorhyncus – 1 faj
- Klais – 1 faj
- Stephanoxis – 1 faj
- Abeillia – 1 faj
- Eupetomena – 1 faj
- Phaeochroa – 1 faj
- Campylopterus – 12 faj
- Chalybura – 2 faj
- Thalurania – 6 faj
- Microchera – 1 faj
- Elvira – 2 faj
- Eupherusa – 4 faj
- Aphantochroa – 1 faj
- Taphrospilus – 1 faj
- Leucochloris – 1 faj
- Trochilus – 2 faj
- Saucerottia – 7 faj
- Amazilia – 7 faj
- Uranomitra – 1 faj
- Eucephala – 2 faj
- Lepidopyga – 3 faj
- Chrysuronia – 1 faj
- Agyrtria – 7 faj
- Goethalsia – 1 faj
- Goldmania – 1 faj
- Polyerata – 5 faj
- Damophila – 4 faj
- Hylocharis – 1 faj
- Leucippus – 6 faj